# Playa del Orzán
La playa del Orzán es una playa urbana de la ciudad de La Coruña (Galicia, España), situada en la Ensenada del Orzán. Tiene la Bandera Azul, distinción otorgada a las playas con las mejores condiciones ambientales e instalaciones. Su continuación hacia el suroeste es la playa de Riazor.

## Características
Dispone de aseos públicos, duchas, vigilancia, aparcamiento, puesto de socorro y acceso para personas con diversidad funcional. Está prohibida la entrada con animales.
Es habitual la práctica de surf y bodyboard cuando las condiciones meteorológicas son las adecuadas, marea baja y viento del sureste. Se celebran varios campeonatos a lo largo del año, como una prueba del circuito gallego de surf.
Las líneas de autobús que llegan hasta allí son la 3A, la 4, la 6, la 6A y la 11.

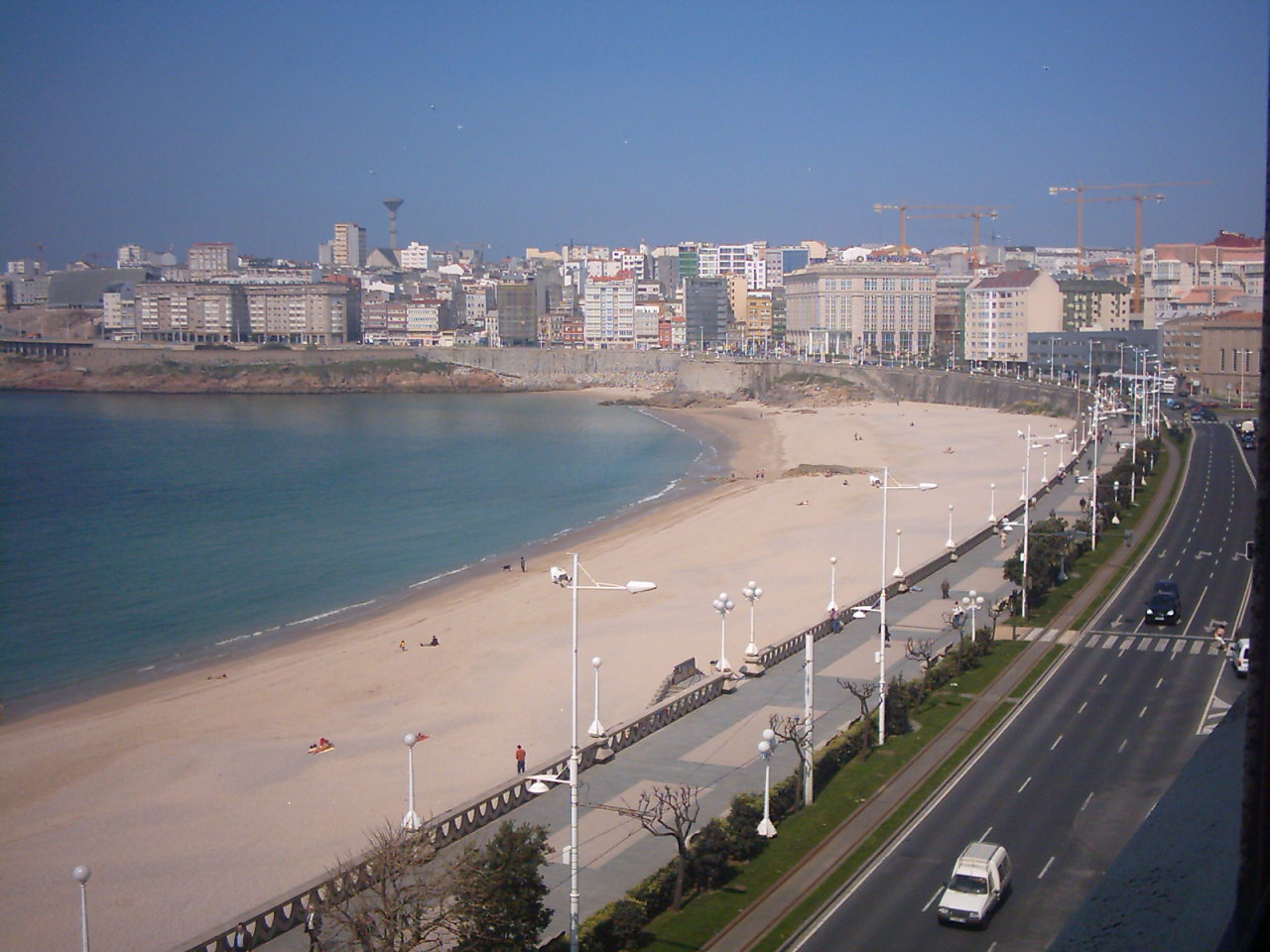
Playa del Orzán.